# Siedmiu braci

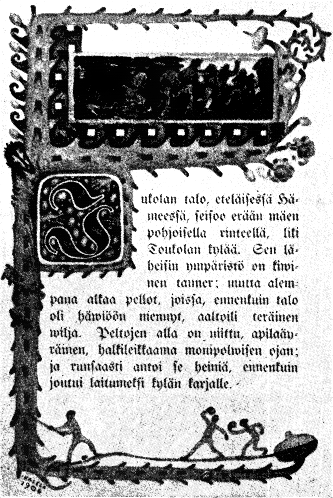
Pierwsza strona pierwszej fińskiej powieści Aleksisa Kivi – Siedmiu braci

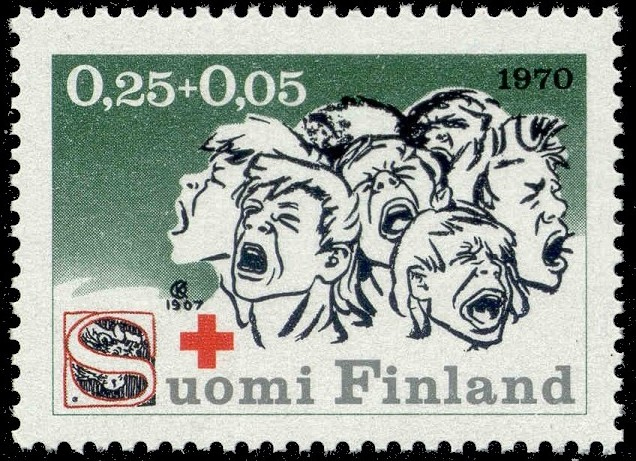
Tytułowi bracia na fińskim znaczku pocztowym

Siedmiu braci (fiń. Seitsemän veljestä) – pierwsza i jedyna powieść fińskiego pisarza Aleksisa Kivi, wydana w 1870. Kończy erę dominacji utworów szwedzkojęzycznych w Finlandii i jest wstępem do rozwoju literatury w języku fińskim. Rozpoczyna również twórczość opisującą życie prostych ludzi w sposób charakterystyczny dla realizmu. Powieść przetłumaczono na ponad trzydzieści języków. W Polsce ukazały się dwa przekłady: w 1933 Kazimiery Zawistowicz i w 1977 Roberta Stillera.
Pod Helsinkami, w Jukoli, mieszka siedmiu braci. Nie są specjalnie spokojni – skłóceni ze sobą, z sąsiadami, policjantem i proboszczem  mają więc kłopoty ze znalezieniem żon; miejscowe matki uważają, że nie są odpowiednimi partnerami dla ich córek. Gdy przed konfirmacją zmuszeni są nauczyć się czytać, uciekają. Osiedlają się w lesie Impivaara, gdzie przeżywają sporo przygód – na Boże Narodzenie pali im się dom, wiosną walczą ze stadem wołów. Dziesięć lat zmagań z przyrodą zmusza ich do powrotu do Jukoli. Wkrótce stają się autorytetami dla wsi.